# Die Auflösung
Die Auflösung (Originaltitel: Half a Life) ist die 22. Folge der vierten Staffel der US-amerikanischen Science-Fiction-Fernsehserie Raumschiff Enterprise – Das nächste Jahrhundert. Sie wurde in den Vereinigten Staaten über Syndication vermarktet und erstmals am 6. Mai 1991 auf verschiedenen Fernsehsendern ausgestrahlt. In Deutschland war sie zum ersten Mal am 18. März 1994 in einer synchronisierten Fassung auf Sat.1 zu sehen.

## Handlung
Im Jahr 2367 bei Sternzeit 44805.3 erhält die Enterprise zum wiederholten Mal Besuch von der betazoidischen Botschafterin Lwaxana Troi, der Mutter der Schiffsberaterin Deanna Troi. Zugleich soll das Schiff das Volk der Kaelonianer bei einem wichtigen wissenschaftlichen Experiment unterstützen. Ihre Sonne kühlt sich ab, wodurch ihre Heimatwelt in einigen Jahrzehnten unbewohnbar zu werden droht. Der führende Wissenschaftler Dr. Timicin kommt an Bord, um mit der Enterprise ins unbewohnte Praxillus-System zu fliegen. Dort will er eine Methode testen, mit der seiner Sonne wieder neues Leben eingehaucht werden soll.
Ohne wirkliche Einladung gesellt sich Lwaxana Troi zu Timicins Begrüßungskomitee und weicht ihm von da an kaum noch von der Seite. Der zurückhaltende Timicin fühlt sich sehr geschmeichelt von der ungewohnten Aufmerksamkeit, die ihm zuteilwird. Er gesteht Lwaxana, dass er seit dem Tod seiner Frau ganz für seine Forschung gelebt hat. Er verspürt durchaus eine Zuneigung zu ihr, doch als sie ihn zu einem nächtlichen Getränk in ihr Quartier einlädt, muss er mit Bedauern ablehnen, ohne ihr zunächst den Grund dafür zu nennen.
Als die Enterprise schließlich das Praxillus-System erreicht, kann das Experiment beginnen: Mehrere modifizierte Photonentorpedos werden abgefeuert, die die Fusionsprozesse im Inneren des Sterns wieder anregen sollen. Zunächst scheint alles nach Plan zu verlaufen und die Temperatur steigt wie vorausberechnet. Statt sich jedoch zu stabilisieren, steigt sie unerwartet weiter. Die Enterprise kann gerade noch entkommen, bevor der Stern explodiert.
Captain Picard bietet Timicin an, ihn auch bei einem zweiten Versuch zu unterstützen. Timicin ist sich jedoch klar, dass ihm dafür keine Zeit mehr bleibt. Lwaxana gegenüber erklärt er, dass es nur noch wenige Tage bis zu seinem 60. Geburtstag sind. In seiner Kultur ist es ein fest verankerter Brauch, dass man sich an diesem Tag der „Auflösung“ unterzieht, einer Art rituellem Selbstmord, der dazu dient, seiner Familie im Alter nicht zur Last zu fallen. Lwaxana ist entsetzt von dieser Nachricht und versucht alles, um Timicin davon abzuhalten. Sie bittet Picard, zu intervenieren, doch der kann nichts tun, da ihm die Oberste Direktive der Sternenflotte verbietet, sich in die inneren Angelegenheiten anderer Kulturen einzumischen. Sie will sich persönlich auf seiner Heimatwelt für ihn einsetzen, doch man lässt sie nicht hinunter beamen. Schließlich führt sie ein langes Gespräch mit Timicin, in dem sie ihm mit Beispielen aus ihrer eigenen Kultur zu erklären versucht, dass manche Rituale mit der Zeit überkommen. Für Timicin hingegen ist die Auflösung ein normaler und wichtiger Teil seiner Kultur. Nach seiner Auffassung haben die Kaelonianer dadurch die Möglichkeit, in Würde in den Tod zu gehen und sich von ihren Angehörigen zu verabschieden.
Zweifel kommen ihm erst, als er einen neuen Einfall bezüglich seines Experiments hat. Er ist sich sicher, dass mit einigen Modifikationen ein zweiter Versuch erfolgreich wäre. Er bräuchte dafür nur mehr Zeit, ist sich aber sicher, dass man sie ihm nicht gewähren wird, da sein 60. Geburtstag kurz bevor steht. Er entschließt sich daher dazu, Captain Picard um Asyl zu bitten. Dieser Antrag löst eine unerwartet heftige Reaktion aus. Der kaelonianische Wissenschaftsminister B'Tardat schickt Kriegsschiffe zur Enterprise und fordert Timicins Auslieferung. Er macht ihm klar, dass man seine neuen Forschungsergebnisse einfach ignorieren werde, sollte er sich der Auflösung verweigern.
Schließlich kommt Timicins Tochter Dara an Bord, um die Situation zu entspannen. Gemeinsam mit Lwaxana besprechen sie die Situation. Lwaxana versucht auch Dara von ihrem Standpunkt zu überzeugen, doch die ist sehr traditionsbewusst und kann den Gedanken nicht ertragen, dass ihr Vater irgendwo in der Fremde sterben soll, statt neben seiner Frau beerdigt zu werden. Timicin denkt lange nach. Schließlich gesteht er Lwaxana, dass er sie liebt, aber obwohl das beinahe Grund genug für ihn ist, weiterleben zu wollen, reicht es doch nicht ganz. Er möchte nicht selbstsüchtig sein und auch keine Revolte anführen. Er entschließt sich daher für die Auflösung. Schweren Herzens muss Lwaxana diese Entscheidung akzeptieren. Sie begleitet ihn auf den Planeten, um der Zeremonie beizuwohnen.

## Verbindungen zu anderen Star-Trek-Produktionen
Einige Elemente aus dieser Folge wurden in späteren Star-Trek-Produktionen wieder aufgegriffen:
- Picard schaut in dieser Folge vorsichtig aus der Tür des Turbolifts, in der Hoffnung, ein Zusammentreffen mit Lwaxana Troi zu vermeiden. In Folge 1.17 (Persönlichkeiten) von Star Trek: Deep Space Nine aus dem Jahr 1993, in der Lwaxana Troi ebenfalls auftritt, wurde diese Einstellung mit Constable Odo anstelle von Picard wiederholt.
- Die Kaelonianer haben hier ihren ersten Auftritt. Angehörige dieses Volks sind auch in mehreren Folgen der 2020 gestarteten animierten Serie Star Trek: Lower Decks als Hintergrundfiguren zu sehen.

## Produktion

### Drehbuch
Die Auflösung war Peter Allan Fields’ erste Drehbucharbeit für das Star-Trek-Franchise. Er war insgesamt an drei Drehbüchern für Raumschiff Enterprise – Das nächste Jahrhundert und zehn für Star Trek: Deep Space Nine beteiligt. Fields machte sich mit der Figur der Lwaxana Troi vertraut, indem er sich die beiden früheren Folgen Die Frau seiner Träume und Die Damen Troi anschaute. Das Produktionsteam war der Ansicht, mit dieser Geschichte eine ganz neue Seite von Lwaxana Troi zeigen zu können.

### Darsteller
Michelle Forbes hat hier als Dara ihren ersten Auftritt im Star-Trek-Franchise. Mit Beginn der fünften Staffel von Raumschiff Enterprise – Das nächste Jahrhundert übernahm sie die wiederkehrende Nebenrolle der Bajoranerin Ro Laren, die sie in acht Folgen der Serie und in einer Folge von Star Trek: Picard verkörperte.

### Kamera
In Die Auflösung war Thomas F. Denove zum einzigen Mal in der Serie als bildgestaltender Kameramann (Director of photography) tätig. Marvin V. Rush, der diesen Posten seit Beginn der dritten Staffel normalerweise innehatte, stand nicht zur Verfügung, da er für die nächste Folge Odan, der Sonderbotschafter als Regisseur engagiert worden war und sich darauf vorbereiten musste.

### Modelle
Für die Darstellung des kaelonianischen Kriegsschiffs wurde das modifizierte Husnok-Raumschiff aus Folge 3.03 (Die Überlebenden auf Rana-Vier) von Raumschiff Enterprise – Das nächste Jahrhundert wiederverwendet, das später noch für zahlreiche weitere Raumschiffe unterschiedlicher außerirdischer Völker verwendet wurde.

## Rezeption
Komponist Dennis McCarthy wurde 1991 für seine Arbeit in dieser Folge für einen Primetime Emmy Award in der Kategorie „Beste Leistung in der Musikkomposition für eine Serie (Dramatischer Underscore)“ nominiert.
Keith DeCandido bewertete Die Auflösung 2012 auf tor.com als eine sehr gute Folge von Raumschiff Enterprise – Das nächste Jahrhundert. Ihm gefiel, dass die Figur der Lwaxana Troi hier sehr zum Positiven weiterentwickelt wurde, ohne dabei ihren bisher etablierten Charakter völlig umzukrempeln. Weiterhin lobte er, dass das Ritual der Auflösung hier sehr sensibel behandelt wird und mehreren Sichtweisen gleichberechtigt Platz eingeräumt wird.